# Duck and Run
Duck and Run — пісня американського гурту 3 Doors Down, реліз якої відбувся 15 січня 2001 року. Вона була третім синглом з їхнього дебютного альбому The Better Life. Трек був третім підряд синглом гурту, який досяг першого місця у Billboard Mainstream Rock Chart та залишався на першому місці протягом трьох тижнів. Пісня увійшла до неофіційного списку Clear Channel Communications, які були не бажані до ротації після терактів 11 вересня 2001 року у США.

## Список пісень
- Версія для Великої Британії

1. «Duck and Run» (Album version)
2. «Better Life» (Live in Amsterdam, Holland) — 3:02
3. «Life of My Own» (Live in Amsterdam, Holland)
4. «So I Need You» (Live in Amsterdam, Holland)

- Версія для Німеччини

1. «Duck and Run» (LP version) — 3:52
2. «Better Life» (Live in Amsterdam, Holland) — 3:02

## Чарти
| Назва                                    | Найвище досягнення |
| ---------------------------------------- | ------------------ |
| Billboard Mainstream Rock Tracks         | 1                  |
| Billboard Modern Rock Tracks             | 11                 |
| Billboard Bubbling Under Hot 100 Singles | 10                 |